# Angelica di Silvestri
Angelica Morrone di Silvestri, née le 25 novembre 1965 à Cosenza (Italie), est une fondeuse dominiquaise.

## Biographie
En 2014, comme son mari Gary di Silvestri, elle obtient sa qualification pour les Jeux olympiques de Sotchi, grâce à un nombre suffisant de points, même si le plus souvent, ils finissent en fond de classement et qu'elle doit attendre son ultime course pour connaître son sort.
À l'origine, elle pratique le ski de fond en tant que loisir, puis six ou sept ans avant les jeux de Sotchi, elle commence à s'investir sérieusement dans le sport. Également, avec son mari, elle remplit des missions humanitaires aux îles caraïbes, dont à la Dominique. Ainsi, après avoir payé une somme d'environ 200000 dollars, ils obtiennent la nationalité dominiquaise, avant de fonder la fédération de Dominique de ski. Ils deviennent les premiers athlètes dominiquais à participer à des jeux olympiques d'hiver. Le couple est originaire du Montana et ils s'entraînent à Canmore, dans l'Alberta.
Alors qu'elle doit courir le dix kilomètres classique le 13 février, elle se blesse à l'entraînement et ne peut donc pas prendre le départ de la course.
Sa participation aux Jeux olympiques est controversée, car elle est accusée d'avoir corrompu des membres du comité international olympique, ainsi que d'avoir menti sur ses capacités sportives. De plus, son couple est accusé d'évasion fiscale, lors de la vente d'une propriété aux îles Turques-et-Caïques en 2006, mais ils ne sont pas poursuivis.